# Game Shakers
Game Shakers é uma série de televisão estadunidense criada por Dan Schneider, que estreou em 12 de setembro de 2015 na Nickelodeon, em 1 de fevereiro na Nickelodeon Portugal e em 25 de fevereiro de 2016 na Nickelodeon Brasil. A série gira em torno de duas amigas, Babe (Cree Cicchino) e Kenzie (Madisyn Shipman) que começam uma companhia de jogos multimilionária, e conseguem o rapper Double G (Kel Mitchell)  como seu parceiro de negócios.
A série também estrela Benjamin Flores Jr. como Triple G, o filho do Double G que Babe e Kenzie contratam como consultante de jogos, Thomas Kuc como Hudson, que é usado como macaco de testes para experiências com jogos, e Sheldon Bailey e Bubba Ganter como Ruthless e Bunny, os assistentes de Double G.
Em 16 de novembro de 2016, a série foi renovada para uma terceira temporada.
Em 27 de março de 2018, a Nickelodeon rompe seu contrato com Dan Schneider e Schneider's Bakery e a série foi oficialmente cancelada.
Em 15 de julho de 2023, a série estreou no SBT aos sábados, à 12h30, na sessão Sábado Série. Os episódios inéditos foram exibidos até 25 de novembro de 2023 e a partir da semana seguinte, em 02 de dezembro de 2023 a série começou a reprisar no mesmo horário.

## Enredo
Babe (Cree Cicchino) e Kenzie (Madisyn Shipman) são duas amigas do Brooklyn que criaram Sky Whale, um aplicativo de vídeo game para o projeto de ciências na sua escola. Quando o jogo se torna um sucesso, elas formam uma companhia de jogos chamada Game Shakers com a ajuda de seu amigo Hudson, (Thomas Kuc). Os três depois ficam amigos do rapper Double G (Kel Mitchell), que se torna o parceiro de negócios e investidor deles. Triple G (Benjamin Flores Jr.), o filho de Double G, torna-se o consultante de vídeo games da companhia.

## Elenco

### Elenco principal
- Cree Cicchino como Babe Carano, é uma menina com 12 anos e uma das criadoras da Game Shakers. Ela faz sempre as suas próprias coisas e não se importa em pisar no pé de alguém para fazê-las. Ela é criativa, confiante, de raciocínio rápido, e destemida quando se trata de tomar decisões difíceis. Gosta de dançar como revelado no episódio Crianças Dançantes, Porcos Voadores. Tem uma queda por Mason Kendall, também gosta de Henry Hart (como revelado no episódio Babe Loves Danger). É a melhor amiga de Kenzie.
- Madisyn Shipman como Kenzie Bell, é uma menina com 12 anos de idade e uma das criadoras da Game Shakers. Ela carece de um filtro social e tende a ser extremamente franca, mas compensa as suas habilidades sociais sem brio com seu conhecimento incrível sobre tecnologia. É a melhor amiga de Babe. Embora seja sempre alegre e risonha, às vezes ela se irrita com Babe, Hudson, Trip e Dub por coisas que eles fazem como por exemplo Babe quebrar a janela dos Game Shakers.
- Thomas Kuc como Hudson, é um amigo da Babe e da Kenzie, bem, como um membro da Game Shakers. Apesar de saber que Hudson não é necessariamente inteligente (porque segundo ele mesmo, ele nasceu em uma experiência num laboratório), Babe diz que ele é "lindo" e vai fazer o que eles dizem. Mesmo não sendo tão inteligente, de vez em quando tem ideias boas. Gosta de Babe, apesar de não souber que ela tem uma paixão por ele.
- Benjamin Flores Jr. como Triple G, é o filho de Double G que teve uma infância exuberante, mas tudo o que ele realmente quer é estar com as crianças da sua idade. Acabou por ser contratado por Babe e Kenzie como consultor de video games.
- Kel Mitchell como Double G, é um rapper Bilionário e de sucesso, apelidado de Double G. Ele é impulsivo, imprevisível, e determinado a ter tanta diversão e dinheiro quanto possível. Com a ajuda de Babe e Kenzie, ele redescobre seu amor por jogo eletrônico, e torna-se o principal investidor da Game Shakers.

### Elenco recorrente
- Shel Bailey como Ruthless, um assistente alto do Double G que fala extremamente alto.
- Bubba Ganter como Bunny, assistente infantil de Double G.
- Regi Davis como Sammich, professor de ciências de Babe, Kenzie e Hudson na Sugar Hill Junior High School. Enquanto ele fica chateado quando Double G falha em suas aulas para repreender Babe e Kenzie em algo que eles fizeram de errado, Sammich tende a se esconder quando Ruthless e Bunny estão com ele.
- Tanner Buchanan como Mason Kendall, um menino mais velho que Babe tem uma queda por. Em "A Experiência Mason", Mason se muda para a Flórida.
- Todd Bosley como Teague, um garçom da Fooders.

### Temporadas
| Actor                             | Personagens                        | Temporada                 | Temporada                 | Temporada                 |
| Actor                             | Personagens                        | 1                         | 2                         | 3                         |
| --------------------------------- | ---------------------------------- | ------------------------- | ------------------------- | ------------------------- |
| Cree Cicchino                     | Barbara Carano "Babe"              | Protagonista              | Protagonista              | Protagonista              |
| Madisyn Shipman                   | Mackenzie Bell "Kenzie"            | Protagonista              | Protagonista              | Protagonista              |
| "Lil' P‑Nut" Benjamin Flores, Jr. | Grover George Griffin "Triple G"   | Co-Protagonista Principal | Co-Protagonista Principal | Co-Protagonista Principal |
| Thomas Kuc                        | Hudson Gimble                      | Co-Protagonista Principal | Co-Protagonista Principal | Co-Protagonista Principal |
| Kel Mitchell                      | Gale J. Griffin "Double G"         | Co-Protagonista           | Co-Protagonista           | Co-Protagonista           |
| Bubba Ganter                      | Bunford Simmons "Bunny"            | Recorrente                | Co-Protagonista           | Co-Protagonista           |
| Sheldon Bailey                    | Rutherford P. Ainsworth "Ruthless" | Recorrente                | Co-Protagonista           | Co-Protagonista           |
| Snoop Dogg                        | el-mismo                           | Ausente                   | Ausente                   | Co-Protagonista Estelar   |
| Regi Davis                        | Andrew Sammich                     | Recorrente                | Participaçāo              | Participaçāo              |
| Tanner Buchanan                   | Mason Kendall                      | Participaçāo              | Recorrente                | Participaçāo              |
| Alexandre Chan                    | Bobby Dong                         | Participaçāo              | Participaçāo              | Participaçāo              |
| Amanda Payton                     | Jackie Griffin                     | Participaçāo              | Ausente                   | Ausente                   |
| Kamali Minter (voz)               | MeGo                               | Participaçāo              | Ausente                   | Ausente                   |

## Episódios
| Temporada | Temporada | Episódios | Exibição original       | Exibição original     | Exibição no Brasil      | Exibição no Brasil    | Exibição em Portugal   | Exibição em Portugal  |
| Temporada | Temporada | Episódios | Estreia                 | Final                 | Estreia                 | Final                 | Estreia                | Final                 |
| --------- | --------- | --------- | ----------------------- | --------------------- | ----------------------- | --------------------- | ---------------------- | --------------------- |
|           | 1         | 21        | 12 de setembro de 2015  | 21 de maio de 2016    | 25 de fevereiro de 2016 | 17 de outubro de 2016 | 1 de fevereiro de 2016 | 28 de outubro de 2016 |
|           | 2         | 24        | 17 de setembro de 2016  | 4 de novembro de 2017 | 4 de novembro de 2016   | 25 de janeiro de 2018 | 22 de junho de 2020    | 7 de julho de 2020    |
|           | 3         | 18        | 10 de fevereiro de 2018 | 8 de junho de 2019    | 14 de junho de 2018     | 11 de julho de 2019   | 20 de julho de 2020    | 30 de julho de 2020   |

## Produção
A primeira temporada iria consistir em 26 episódios, mais apenas 25 entraram em produção e só foram exibidos 21 na primeira, os outros 4 foram exibidos como episódios da segunda temporada. Em 25 de julho de 2015, a Nickelodeon anunciou algumas participações especiais, incluindo Matt Bennett, Yvette Nicole Brown, Christopher Cane, GloZell, Jared "Pro Jared" Knabenbauer, e o anfitrião da Smosh Games, David "Lasercorn" Moss.

## Games
Foi confirmado pela Nickelodeon que todos os jogos vistos na série serão lançados online e através de um aplicativo, tornando a série uma experiência multiplataforma.
No Brasil e em Portugal, os jogos já lançados foram:
Sky Whale: Pode ser acessado a partir de seu aplicativo gratuitamente.
Tine Pickles: Pode ser acessado a partir do site oficial da Nickelodeon Brasil e Nickelodeon Portugal
Nasty Goats: Está disponível por meio de seu aplicativo.
- Sky Whale em 3 de setembro de 2015
  - Halloween Edition em 24 de outubro de 2015
  - Christmas Edition em 28 de novembro de 2015
- Dirty Blob em 26 de setembro de 2015
- T Pickles em 10 de outubro de 2015
- Punchy Face em 14 de novembro de 2015
- Pop Star Surgeon em 16 de janeiro de 2016
- Scubaroo em 28 de janeiro de 2016
- Nasty Goats em 10 de fevereiro de 2016
- Octopie em 21 de maio de 2016